# Вольному — воля (альбом)
«Вольному — воля» — третий студийный альбом группы «Чёрный кофе», выпущенный на виниле фирмой «Мелодия» в 1990 году. По данным портала BestSellingAlbums.org общий тираж составил 384 960 экз.

## Об альбоме
В 1988 году был снят клип на песню «Это — рок!» ещё до выхода альбома. В клипе участвовали музыканты групп «Круиз», ЭВМ, «Форт-Росс». Также приняли участие в записи Сергей Кудишин и Сергей Черняков, которые покинули группу летом 1988.
В первое издание альбома по каким-то причинам не вошла композиция Игоря Куприянова «Старый парк». Всё же она попала на альбом в переиздании на CD компанией Solo Florentin Music в 1996 и больше нигде не появлялась. В дальнейших переизданиях альбома изъяты композиции Куприянова «На последний поезд» и «Старый парк» из-за проблем с правами.
18 июня 2010 в московском рок-клубе «Х.О» состоялся юбилейный концерт «Чёрного кофе», посвящённому 20-летию альбома «Вольному — воля», но из этого альбома были сыграны лишь три песни: «Вольному — воля», «Ночь» и «Это — рок!».

## Список композиций
| №   | Название                                | Текст песни       | Музыка                 | Длительность |
| --- | --------------------------------------- | ----------------- | ---------------------- | ------------ |
| 1.  | «Брожу по городу один»                  | Шаганов           | Варшавский             | 4:16         |
| 2.  | «Вольному — воля»                       | Шаганов           | Варшавский             | 4:35         |
| 3.  | «Ночь»                                  | Варшавский        | Варшавский / Куприянов | 3:58         |
| 4.  | «На последний поезд»                    | Шаганов           | Куприянов              | 4:17         |
| 5.  | «Светлый образ»                         | Варшавский        | Варшавский             | 4:17         |
| 6.  | «И только мы»                           | Варшавский        | Варшавский             | 3:40         |
| 7.  | «После тебя»                            | Шаганов           | Варшавский             | 3:09         |
| 8.  | «Ностальгия»                            |                   | Варшавский             | 3:34         |
| 9.  | «Это — рок»                             | Варшавский, Монин | Варшавский             | 4:02         |
| 10. | «Старый парк» (в переиздании 1996 года) | Варшавский        | Куприянов              | 5:28         |

Переиздание 2003 года
| №   | Название                           | Текст песни | Музыка     | Длительность |
| --- | ---------------------------------- | ----------- | ---------- | ------------ |
| 9.  | «Звуки космоса» (измененный текст) | Варшавский  | Варшавский | 3:26         |
| 10. | «Из придорожной тени»              | Бачурин     | Варшавский | 4:01         |

## Состав

### Чёрный Кофе
- Дмитрий Варшавский — вокал (кроме 10), гитара (кроме 9)
- Игорь Куприянов — бас-гитара (кроме 6), вокал (4, 9, 10)
- Борис Долгих — клавишные
- Андрей Перцев — барабаны (кроме 9)

### Другие участники
- Федор Васильев («Круиз») — вокал (9)
- Александр Монин (ЭВМ) — вокал (9)
- Сергей Потёмкин («Форт-Росс») — гитара (9)
- Сергей Кудишин — гитара (9)
- Сергей Черняков — барабаны (9)